# Éder Bergozza
Éder Leandro Bergozza é um pianista, tecladista, produtor, arranjador e professor de música na região serrana do Rio Grande do Sul. Natural de Caxias do Sul e conhecido por seus trabalhos com as bandas Akashic, Dois Mais Um, Mis Liz, e com o guitarrista Marcos De Ros, Éder já foi classificado por revistas especializadas (Rock Brigade, Roadie Crew. e Valhala) entre os cinco melhores tecladistas do país

## Discografia

### Solo
- 2005 - "dois" (com Fábio Alves)
- 2006 - "Concerto Para Piano nº 1 - Um Segundo"[6] (DVD)

### Marcos De Ros & Éder Bergozza
- 2010 - Peças de Bravura (CD e DVD)
- 2014 - Meridional

### Com a bandaAkashic
- 2000 - Timeless Realm
- 2005 - A Brand New Day

### comMarcos De Ros
- 2013 - Sociedade das Aventuras Fantásticas